# Methinkot
Methinkot (nep. मेथिनकोट) – gaun wikas samiti w środkowej części Nepalu w strefie Bagmati w dystrykcie Kavrepalanchok. Według nepalskiego spisu powszechnego z 2001 roku liczył on 889 gospodarstw domowych i 4583 mieszkańców (2386 kobiet i 2197 mężczyzn).